# Norman Campbell (football)
Norman Campbell, né le 24 novembre 1999 à Kingston en Jamaïque, est un footballeur international jamaïcain. Il joue au poste d'ailier droit au Randers FC.

## Biographie

### En club
Né à Kingston en Jamaïque, Norman Campbell commence sa carrière avec le Harbour View FC. Il joue son premier match avec ce club, le 4 février 2019, lors d'une rencontre de première division jamaïcaine face au Waterhouse FC. Il est titularisé mais son équipe est battue par trois buts à un.
Le 7 octobre 2020, Norman Campbell rejoint le FK Grafičar, en Serbie, sous la forme d'un prêt d'une saison.
Le 11 juillet 2021, Norman Campbell est recruté par le FK Čukarički.
Il joue son premier match sous ses nouvelles couleurs le 16 juillet 2021, lors de la première journée de la saison 2021-2022 de première division serbe face au FK Voždovac Belgrade. Il est titularisé et son équipe l'emporte par deux buts à un.
Le 15 septembre 2023, Norman Campbell rejoint le Vojvodina Novi Sad, son quatrième club serbe. Il signe un contrat de trois ans.
Le 14 janvier 2022, Norman Campbell signe en faveur du club danois du Randers FC pour un contrat de quatre ans, soit jusqu'en juin 2028.

### En sélection
Norman Campbell honore sa première sélection avec l'équipe nationale de Jamaïque le 25 août 2017, lors d'un match amical face à l'Arabie saoudite. Il est titularisé et son équipe est battue par trois buts à zéro.